# Piotr Stokowiec
Piotr Stokowiec (ur. 25 maja 1972 w Kielcach) – polski piłkarz występujący na pozycji pomocnika lub obrońcy oraz trener piłkarski.

## Kariera zawodnicza
Stokowiec był piłkarzem lewonożnym, występował na pozycji defensywnego pomocnika lub lewego obrońcy, grał także na lewej pomocy. Jest wychowankiem Atestu Kielce, potem grał w Koronie Kielce, Orlętach Kielce, AZS AWF Warszawa, FC Piaseczno, Polonii Warszawa, Świcie Nowy Dwór Mazowiecki, KSZO Ostrowiec Świętokrzyski, Śląsku Wrocław, Dyskobolii Grodzisk Wielkopolski, Akademisk Boldklub, Notodden FK i Wigrach Suwałki. Zagrał w 131 meczach w polskiej ekstraklasie i zdobył w nich 8 goli.
Ogłosił zakończenie kariery piłkarskiej po sezonie 2006/2007, zorganizowano z tej okazji w Suwałkach jego pożegnalny mecz, jednak z uwagi na braki kadrowe w Wigrach (szczególnie w linii obrony, na której ów zawodnik grał praktycznie przez całą swą karierę), postanowił odłożyć zakończenie kariery na pół roku i ostatecznie karierę zakończył w przerwie zimowej sezonu 2007/2008.

## Kariera trenerska

### Wigry Suwałki

#### Sezon 2006/2007
Karierę trenerską rozpoczął Stokowiec w Wigrach w sezonie 2006/2007, gdzie był grającym trenerem. Zespół objął w przerwie zimowej, gdy drużyna była w bardzo poważnym zagrożeniu spadkiem. Za jego kadencji zespół punktował znacznie lepiej (uzyskał 22 na możliwe 45 punktów), dzięki czemu Wigry pewnie utrzymały się w III lidze (była ona wówczas 3. szczeblem rozgrywek w Polsce).

### Widzew Łódź
W 2007 roku dołączył do sztabu szkoleniowego Widzewa, gdzie był koordynatorem grup młodzieżowych, a także asystentem m.in. Pawła Janasa. Z Widzewa odszedł na własny wniosek po sezonie 2009/2010.

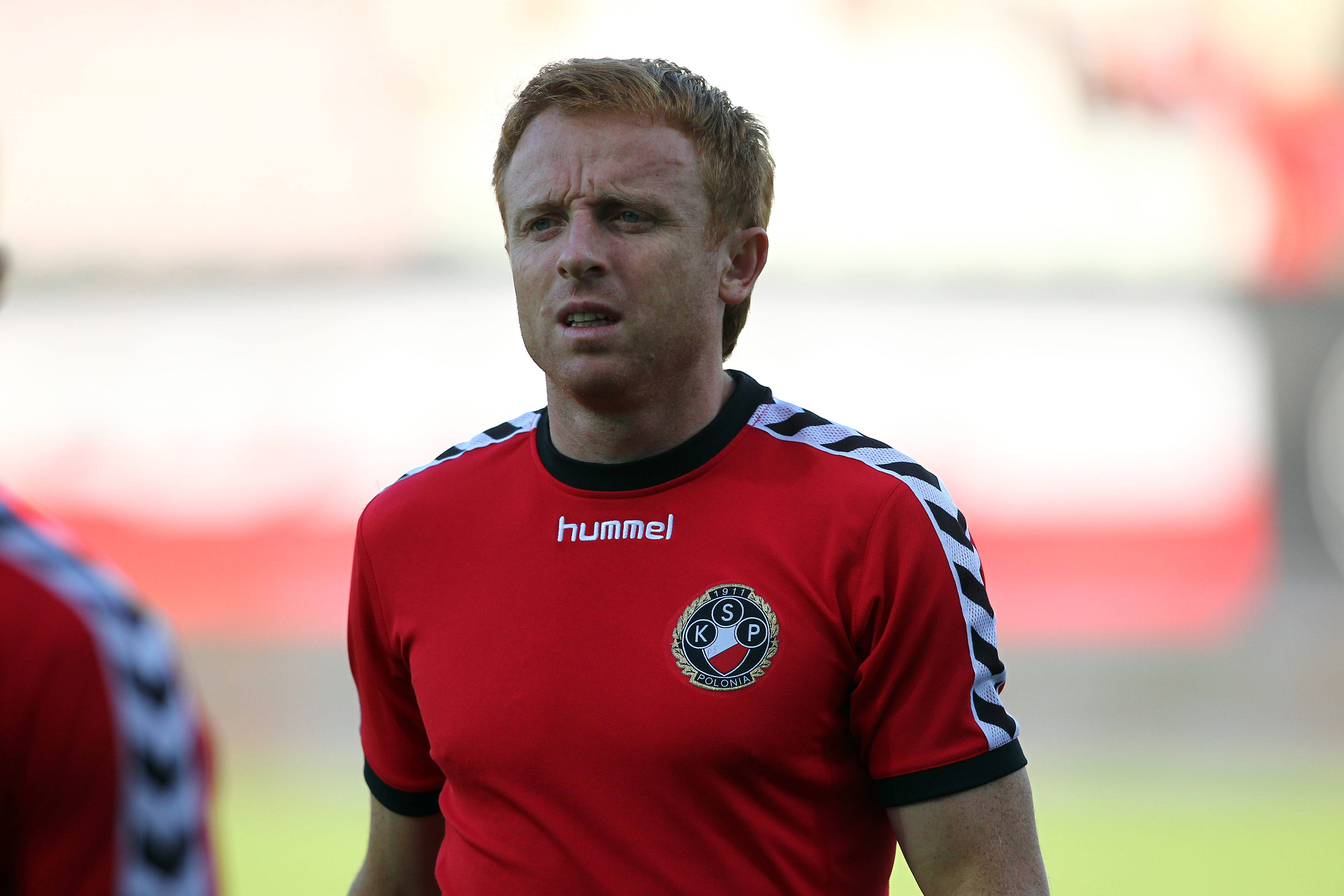
Piotr Stokowiec w Polonii Warszawa (2010)

### Polonia Warszawa

#### Sezon 2010/2011
Latem 2010 roku, razem z Janasem przeszedł do Polonii Warszawa, gdzie został jednym z trenerów w sztabie José Mari Bakero. Po zwolnieniu Baska ponownie został asystentem Janasa, a potem Theo Bosa. Gdy Józef Wojciechowski zdymisjonował tego ostatniego, powołał Stokowca na stanowisko trenera, początkowo tymczasowo, potem na okres dłuższy. Poprowadził drużynę w jednym meczu (przegranym z Widzewem Łódź), a następnie został zastąpiony przez Jacka Zielińskiego. Pozostał jednak w stołecznej drużynie – objął stanowisko trenera odpowiedzialnego za analizę gry pierwszej drużyny oraz zespołu Młodej Ekstraklasy.

#### Sezon 2011/2012
Od 1 lipca 2011 roku zastąpił Libora Palę na stanowisku szkoleniowca drużyny Młodej Ekstraklasy klubu Polonia Warszawa.

#### Sezon 2012/2013
Sezon 2012/2013 okazał się przełomowym w trenerskiej karierze Stokowca. Kiedy, w lipcu 2012 roku, Polonię kupił śląski biznesmen Ireneusz Król, postanowił, że Stokowiec zostanie trenerem pierwszego zespołu Czarnych Koszul. Pracował on w bardzo trudnych warunkach, ponieważ pojawiły się wielomiesięczne zaległości w wypłatach dla piłkarzy i sztabu szkoleniowego. Mimo to, po rundzie jesiennej zespół zajmował trzecią lokatę w Ekstraklasie. W czasie przerwy zimowej, część zawodników z podstawowej jedenastki opuściła zgrupowanie w Turcji, część odeszła również do innych klubów. Sztab Stokowca nie zamierzał jednak zrezygnować z pracy, braki kadrowe próbował niwelować poprzez wdrożenie nowego systemu gry z trójką środkowych obrońców oraz włączenie do zespołu młodych zawodników z akademii. Drużyna zaskoczyła ekspertów mocnym wejściem w rundę wiosenną, ale potem zanotowała serię remisów i porażek (choć w jej czasie tylko mecz z Jagiellonią Białystok został przegrany różnicą większą niż jednej bramki). Ostatecznie Polonia okazała się rewelacją rozgrywek i ukończyła je na 6. miejscu. Zespół nie otrzymał jednak licencji na grę w ekstraklasie.

### Jagiellonia Białystok

#### Sezon 2013/2014
Po degradacji zespołu za zaległości finansowe, Stokowiec został trenerem Jagiellonii Białystok. Białostocką drużynę doprowadził do 1/2 finału Pucharu Polski. W wyniku jednak słabych wyników w Ekstraklasie czego dopełnieniem była przegrana Jagiellonii na wyjeździe z Lechem Poznań 1:6 został zwolniony ze stanowiska trenera drużyny z dniem 7 kwietnia 2014 roku.

### Zagłebie Lubin

#### Sezon 2013/2014
Od 12 maja 2014 pracował w Zagłębiu Lubin. Zespół przejął na 4 kolejki przed końcem rozgrywek, gdy ten znajdował się w strefie spadkowej i nie zdołał zdobyć z zespołem punktów, ale zaczął ogrywać młodych zawodników.

#### Sezon 2014/2015
Sezon 2014/15 zaczął z klubem w rozgrywkach I ligi, które następnie wygrał i tym samym uzyskał awans do Ekstraklasy.

#### Sezon 2015/2016
Rok później Stokowiec poprowadził Zagłębie do pierwszego w swojej karierze trenerskiej medalu, który Miedziowi otrzymali za zajęcie trzeciego miejsce w najwyższej polskiej klasy rozgrywkowej. Ligowe podium oznaczało awans do eliminacji Ligi Europy. Był to pierwszy przypadek od roku 1997, kiedy beniaminek ekstraklasy uzyskał awans do europejskich pucharów.

#### Sezon 2016/2017
W następnym sezonie w I rundy kwalifikacyjnej Ligi Europy wyeliminował bułgarską Sławią Sofia. W II rundzie jego zespół bardzo niespodziewanie wyeliminował po rzutach karnych serbski Partizanem Belgrad. W III rundzie kwalifikacyjnej Zagłębie przegrało w dwumeczu 2:3 z duńskim SønderjyskE Fodbold. W lidze drużyna, mimo dobrego początku, nie awansowała do grupy mistrzowskiej. Na pocieszenie ekipa wygrała grupę spadkową i uplasowała się ostatecznie na 9. miejscu w Ekstraklasie.

#### Sezon 2017/2018
Sezon 2017/2018 znów zaczął się świetnie dla Zagłębia. Po 13 kolejkach drużyna była na 3. miejscu w ekstraklasie mając tyle samo punktów co ówczesny lider, Lech Poznań. Następnie Zagłębie zanotowało serię 5 meczów bez zwycięstwa i Stokowiec został odwołany ze swojej funkcji 27 listopada 2017 roku.

### Lechia Gdańsk

#### Sezon 2017/2018
5 marca 2018 został trenerem Lechii Gdańsk. W sezonie 2017/2018 zdołał wykonać powierzone mu zadanie utrzymania zespołu w ekstraklasie.

#### Sezon 2018/2019
Sezon 2018/2019 okazał się póki co najlepszym w karierze Stokowca. Zajął on z Lechią, która dopiero co walczyła o utrzymanie, 3. miejsce w ekstraklasie, co więcej, drużyna zepewniła je sobie na kilka kolejek przed końcem, a przez 18 kolejek z rzędu była liderem. Jeszcze większym sukcesem okazały się występy w Pucharze Polski, który Lechia wygrała pokonując w finale na Stadionie Narodowym w Warszawie Jagiellonię Białystok 1:0. Puchar zapewnił start w II rundzie eliminacyjnej Ligi Europy. Skalę osiągnięcia podkreśla to, że klub borykał się z dużymi problemami finansowymi. Niektórzy piłkarze mieli kilkumiesięczne zaległości w wypłatach, nie było też możliwości wykonania transferów w przerwie zimowej przez co, podobnie jak 6 lat wcześniej w Polonii, drużyna w dużej mierze opierała się na młodych zawodnikach, na których szkoleniowiec nie wahał się stawiać.

#### Sezon 2019/2020
Na początku sezonu 2019/20 wygrał Superpuchar Polski, stając się tym samym najbardziej utytułowanym szkoleniowcem w historii Lechii Gdańsk. W eliminacjach Ligi Europy Lechia po dogrywce odpadła z duńskim Brøndby IF.
W lidze Lechia zanotowała przeciętny start notując po 6 kolejkach 4 remisy, porażkę i zwycięstwo, a mecze z teoretycznie trudniejszymi rywalami miały dopiero nadejść. Wtedy jednak drużyna odniosła 4 zwycięstwa z rzędu pokonując m.in. mistrza Polski Piasta, Lecha czy Legię i przedostała się na podium, a ze sztabem Stokowca przedłużono kontrakt do czerwca 2022 roku. W dalszej części rundy zespół punktował jednak nieregularnie i spadł w tabeli.
Co gorsza, zimą wyszły na jaw bardzo poważne problemy finansowe klubu, powtórzyła się historia sprzed roku. W zimowym okienku transferowym kilku czołowych zawodników odeszło, a kolejnych odsunięto od drużyny, na dodatek długo czekano na transfery przychodzące. W efekcie do rundy wiosennej Lechia przystępowała z kadrą tak wąską, że średnia wieku zawodników z ławki rezerwowych na pierwszym meczu wynosiła 17.5 lat, ponieważ składała się z samych młodzieżowców. Mimo fatalnej sytuacji kadrowej ekipa punktowała przyzwoicie. Na dodatek w trakcie rundy dokonano kilku transferów, a przerwa spowodowana pandemią dała czas na lepsze zgranie przemeblowanej drużyny.
Po wznowieniu rozgrywek Lechia zdołała zakwalifikować się do grupy mistrzowskiej z ostatniego miejsca, a dzięki dobrej grze w rundzie finałowej ostatecznie ukończyła sezon na 4. miejscu.
Świetny wynik udało osiągnąć się również w Pucharze Polski, gdzie drużyna dotarła do finału, w którym uległa po dogrywce Cracovii.

#### Sezon 2020/2021
W sezonie 2020/2021 prowadzona przez Piotra Stokowca Lechia Gdańsk zajęła w Ekstraklasie 7. miejsce, natomiast w rozgrywkach Pucharu Polski dotarła do 1/8 finału, gdzie odpadła po przegranej z Puszczą Niepołomice.

#### Sezon 2021/2022
28 sierpnia 2021, po zakończeniu 6. kolejki Ekstraklasy, Lechia Gdańsk poinformowała o rozwiązaniu za porozumieniem stron kontraktu trenerskiego z Piotrem Stokowcem.

### Zagłębie Lubin

#### Sezon 2021/2022
W grudniu 2021 został trenerem Zagłębia Lubin.

#### Sezon 2022/2023
8 listopada 2022 przestał pełnić funkcję trenera Zagłębia Lubin.

### ŁKS Łódź

#### Sezon 2023/2024
11 października 2023 r. został trenerem ŁKS Łódź. Z dziewięciu meczów Ekstraklasy, trzy zremisował i sześć przegrał (0,3 pkt na mecz). Zwolniony 20 lutego 2024 po przegranych 0:2 derbach Łodzi przeciwko Widzewowi.

### Pogoń Grodzisk Mazowiecki

#### Sezon 2025/2026
17 czerwca 2025 został trenerem Pogoni Grodzisk Mazowiecki.

## Kariera medialna
Od września do grudnia 2021, kiedy nie pełnił funkcji trenera, był ekspertem platformy Viaplay Polska. Jego analizy można było usłyszeć w studiu meczowym wybranych spotkań.